# Metropolitana di Shiraz
La metropolitana di Shiraz è la metropolitana che serve la città iraniana di Shiraz.

## Storia
Il primo tratto della metropolitana, comprendente cinque stazioni, venne aperto all'esercizio l'11 ottobre  2014. Il 5 maggio dell'anno successivo venne aggiunta la stazione intermedia di Shahed.